# プレシオサウルス科
プレシオサウルス科（学名 : Plesiosauridae ）は、1825年にジョン・エドワード・グレイにより命名されたプレシオサウルス亜目の単系統である。